# Tatankaceratops sacrisonorum
Il tatankaceratopo (Tatankaceratops sacrisonorum) è un dinosauro erbivoro appartenente ai ceratopsi. Visse nel Cretaceo superiore (Maastrichtiano, circa 65 milioni di anni fa) e i suoi resti fossili sono stati ritrovati in Nordamerica (Dakota del Sud).

## Descrizione
Questo animale è noto solo grazie a un cranio parziale, che richiama quello (ben più grande) di Triceratops. Si suppone che Tatankaceratops fosse un ceratopside di piccole dimensioni, con un collare relativamente corto e tre brevi corna, una sulla regione nasale e due sopraorbitali. Sembra che l'esemplare possedesse un bizzarro miscuglio di caratteristiche giovanili e adulte (Longrich, 2011).

## Classificazione
Tatankaceratops (il cui nome significa "faccia cornuta da bisonte") è stato descritto per la prima volta nel 2010, sulla base di un fossile ritrovato nella formazione Hell Creek in Sud Dakota. Inizialmente considerato un genere a sé stante, questo fossile è stato in seguito correlato ad alcuni fossili di Triceratops. È possibile che questo animale sia una specie nana di Triceratops o semplicemente un esemplare di una specie già nota di Triceratops con un disordine dello sviluppo, che ne causò prematuramente l'arresto nella crescita (Longrich, 2011). Altri paleontologi sospettano fortemente che Tatankaceratops sia semplicemente un giovane Triceratops (Holtz, 2011).